# بينلوبياد
بينلوبياد هي رواية للكاتبة مارغريت أتوود تم نشره في عام 2005 كجزء من المجموعة الكتابية الأولى من سلسلة أسطورة «كنونغت» والتي تحتوي علي إعادة كتابة للالأساطير القديمة من منظور معاصر. عبر رواية بينيلوبياد، تقوم «بينيلوب» بحكي ذكرياتها من خلال أوديسي، والحياة في العالم السفلي مع هاديس وأوديسيوس وهيلين وعلاقاتها مع والديها. كما يوجد مجموعة من المنشدين من الخادمات عددهم اثني عشر والذين اتهمهم أوديسيوس بالخيانة وقام تيليماكوس بشنقهم. يضم السرد وجهات النظر المختلفة عن الاحداث. تستخدم الخادمات نمط جديد من الإنشاد متضمنه قافية قفز الحبل والرثاء والبالاد والأغنية والمحاكمات وعدة أنواع من الأغاني.
تدور الفكرة الرئيسية للرواية وتشمل آثار رواية القصص ووجهات النظر المختلفة وازدواجية المعايير بين الجنسين والطبقات ونزاهة القضاء. استخدمت أتوود الشخصيات والأحداث المنظورة من الأساطير اليونانية مثل روايتها «اللص العروس» والقصة القصيرة «نمط حياة قصور الجنة» وقصائد «سيرس: قصائد الطين» و«هيلين الطروادية تفعل الرقصة المضادة» ولكنها أستخدمت اسطورة روبرت غريفز اليونانية واصدار الأوديسة لكلا من أي. في. ريوا وإصدار دي. سي. اتش. ريوا للتحضير لهذه الرواية.
ترجم الكتاب إلى 28 لغة وتم إصداره من خلال 33 ناشر في جميع أنحاء العالم في نفس الوقت. وبلغت نسبة بيع الكتاب في الأسواق الكندية حدتها وحصل الكتاب علي مركز ضمن لائحة الكتب الأكثر مبيعا والمركز الأول في جائزة ماكلين والمركز الثاني في جلوب اند ميل ولكنه لم يحصل علي أي مركز على قائمة صحيفة نيويورك تايمز كأفضل كتاب مبيعا في السوق الأمريكي. وقد علق بعض النقاد علي اسلوب اتوود المعتاد في الكتابة ولكن البعض الآخر من النقاد وجد بعض الجوانب الجديدة في كتابتها مثل الانشدات من قبل الخادمات.
تم إنتاج الإصدار المسرحي بمشاركة المركز الكندي الوطني للفنون وشركة شكسبير الملكية البريطانية وتم عرض المسرحية علي مسرح «سوان» في «ستراتفورد أبون أفون» والمركز الوطني للفنون في«أوتاوا» خلال صيف وخريف عام 2007 مع فريق عمل مكون من الإناث وتحت قيادة المخرجة بوشل جوزيت-مينغو. وفي موسم الشتاء 2011/2012، تم العرض الأول في «تورونتو» من خلال مسرح نايت وود، مع الفريق النسوي بقيادة المخرجة كيلي ثورنتون وبطولة ميغان فولوز التي جسدت شخصية «بينيلوب».

## المحتويات

### خلفية عامة
طلب «جيمي بينج» ناشر سلسلة كنونغت من مارجريت أتوود كتابة رواية تعيد بها صياغة أي أسطورة كلاسيكية من اختيارها. وأوضح بينج انه سيتم نشرها بعدة لغات كجزء من مشروع عالمي يسمى سلسلة أسطورة كنونغت. وبالفعل اتفقت أتوود للمشاركة في المشروع لكي تساعد الناشر الصاعد. اجرت الكاتبة ذات الاربعة والستين عدة محاولات لكتابة أسطورة الخلق الإسكندنافية وقصة أمريكية أصلية من منزلها في تورونتو وكانت تعاني. وبعد ان تحدثت مع وكيلها الأدبي البريطاني عن إلغاء عقد عملها، بدأت في التفكير في أوديسي. وتذكرت عندما كانت مراهقة صغيرة وقرات الاوديسية لأول مرة وعثرت على صورة لخادمات بينيلوبي الإثني عشر الذين تم اعدامهم. تعتقد أتوود ان بمشاركتها في هذا المشروع سيمكن لها ان تساهم في الاهتمام والتاكيد علي أدوار كلا من بينيلوب والخادمات، خاصا في عدم وجود أوديسيوس، حيث انه تم اهمالهما إلى حد كبير.

### السياق
تُلخص الرواية إدراك بينيلوب المتأخر لحياتها في القرن الحادي والعشرين بسبب هاديس، وتتذكر حياتها العائلية في سبارتا وزواجها من أوديسيوس وتعاملها مع الخاطبين أثناء غيابه وبعد عودة أوديسيوس. كانت العلاقة مع والديها بمثابة تحدي: فكان والدها حنون بشكل مفرط بعد محاولة اغتيالها، وأمها كانت شاردة الذهن وكثيرة الإهمال. في سن الخامسة عشر، تزوجت «بينيلوبي» من أوديسيوس، الذي قام بالتزوير والخداع في المسابقة التي قررت من الخاطب الذي سوف يتزوجها. كانت بينيلوب سعيدة معه، على الرغم من أنه كان موضع للسخرية من بعض الخادمات وهيلين بسبب قصر قامته وعدم تقدم موطنه«إيثاكا». وبالرغم من كل العقوبات قام الزوجين بكسر التقاليد والانتقال إلى مملكة الزوج. وفي إيثاكا، لم تبال والده اودسيوس «انتيسيليا» ولا خادمته «ايرسيليا» أي اعجاب اتجاه ببينيلوب. ولكن في النهاية ساعدت«ايرسيليا» بينيلوب في التأقلم مع دورها الجديد كأميرة. ورغم أن العلاقة بينهم أصبحت ودية، ولكن كان يغلب طابع الغطرسة من جانب «ايرسيليا» في كثير من الأحيان ولكن تغير الامر بعد وقت قصير من ولادة ابنها «تيليماكوس».
تم استدعاء أوديسيوس إلى الحرب، وترك بينيلوب لأدارة المملكة وتربية «تيليماكوس» وحدها. وانتشرت الشائعات في «ايثاكا» عن رحلة أوديسيوس في الحرب واحتمالية عدم عودته. مما أدى إلى تزايد عدد الخاطبين الذين بدأو بمداعبة بينيلوب. لكن بينيلوب كانت مقتنعة أن الخاطبين طامعين في السلطة أكثر من كونهم محبين لها. فقررت أن تمهل نفسها الوقت الكافي وأجلت بالمواربة لهم. وكوسيلة للضغط على بينيلوب، قام الخاطبون باستهلاك وإضاعة الكثير من موارد المملكة. فخشيت العنف إذا صرَحت برفض عرضهم للزواج. فأعلنت أنها سوف تقرر من سيتزوجها بمجرد أن تنتهى من تكفين والد زوجها. وكا سلاحً للمماطلة، قامت باستخدام اثني عشر خادمة لكي يساعدوها على نحل الكفن ليلا وجندتهم للتجسس على الخاطبين. وأخيرا عاد أوديسيوس وكان متخفي ولكن بينيلوب تعرفت عليه فورا وأصدرت تعليماتها للخادمات بعدم الكشف عن هوية الملك أو ظهوره. وبعد أن تم ذبح الخاطبين، أصدر اوديسيوس تعليماته إلى تيليماكوس لأعدام الخادمات أيضا حيث ان اودسيوس كان يعتقد أنهم متأمرين مع الخاطبين. وبينما بينيلوب كانت نائمه، قام بشنق الإثني عشر خادمه. وبعد ذلك، حكى كلا من بينيلوب واوديسوس للآخر كل الاحداث التي حدثت أثناء بُعدهم. ولكن ظلت بينيلوب صامتة علي مسألة الخادمات. لكي تتجنب ظهور تعاطفها مع أولئك الذين اٌتهمُ بالخيانة وتم الحكم عليهم.
خلال سردها، تعبر بينيلوب عن آرائها عن عدة أشخاص وتتناول الأفكار الخاطئة التاريخية وتعلق على الحياة عند هاديس. بينيلوب تعتبر أكثر خطورة من هيلين والتي تلقي دائما عليها مسؤولية تدمير حياتها. وأوضحت بينيلوب أن موهبة أوديسيوس هي جعل الناس يبدو وكأنهم حمقى. وتتساءل لماذا قصصه قد عاشت طويلاً، على الرغم من اعترافه بكونه كاذب. وقامت بولادة بان لكي تمحي الشائعات التي ادعت بأنها نامت مع «امفينوميس» وجميع الخاطبين. ومن بين الفصول التي تسردها بينيلوب، يتحدثن الخادمات الإثني عشر عن عدة مواضيع من وجهة نظرهم. بدأوا برثي طفولتهم كعبيد، محرمون من وجود الوالدين أو أي وقت للعب أو الغناء بحرية أو أن يحلموا بكونهم أميرات. ويتساءلون لو كانوا يعلمون أن «تيليماكوس» سوف يقتلهم وهو شابا؛ ماذا لو كانوا قد قتلو وهو طفل صغير؟. ويلومون بينيلوب و«ايرسيليا» علي موتهم ظلما. ولكنهم يطاردوا بينيلوب واوديسوس في عالم الموت.

### الأسلوب
تنقسم الرواية إلى تسعه وعشرون فصلا مصحوب بمقدمة وملاحظات معرفية. وطبقا لهيكلة الدراما اليونانية الكلاسيكية، يتناوب السرد بين بينيلوب وتعليق الكورال من الخادمات الإثني عشر. تروي بينيلوب ثمانية عشر فصلا ويشترك الكورال في أحد عشر فصلا متفرقين في الكتاب. استخدم الكورال أسلوب سرد الجديد في كل من الفصول الخاصة بهم، بدءا القصيدة من قافية حبل القفز منتهيً بالشعر العمبقي. هناك أنماط من السرد أخرى مستخدمة من قبل الكورال تشتمل رثاء والأغنية الشعبية والتنكر واغاني البحر والأغنية والدراما ومحاضرات في علم الإنسان، والمحاكمة وأغنية الحب.
تستخدم قصة بينيلوبي النثر البسيط الساذج عمدا. وتوصف النغمة بانها عادية ومتتخبطة ومع فكاهة أتوود الجافة والتي تتميز با المرارة وكائبه بصوت نسوي. رغم ان بينيلوبي احيانا تخاطب القارئ من خلال ضمير الشخص الثاني، الا ان الكتاب يستخدم اسلوب السرد للشخص الأول. ولاحظ أحد النقاد أن بينيلوبي تجسد شخصية «امرأة ذكية تعرف جيدا كيف أن تظهر ذكاءها». لأنها تتعارض مع أحداث الماضي مثلما حدثوا من وجهة نظرها مع تطورات أوديسيوس ومع ما سجل في الأساطير اليوم، فانها تعتبر الراوية للأدب الحداثي.

## الأفكار الرئيسية

### وجهات نظر
تُقدم الرواية وجهات النظر المختلفة وتروي قصص الأوديسيه من خلال حوار نستور ومينيلوس الي تيليماكوس وتتبع محاكمة أوديسيوس في كوسيرا " Scheria واعتبار اوديسيوس بطل يحارب الوحوش ويغوي الإلهات. تري بينيلوبي في "بينلوبيديا"، ان اوديسوس كاذبا حيث انه قام بقتل بوليفيموس وهو ثمل ثم تباهى أنه كان قاتل بوليفيموس العملاق أكل لحوم البشر. يصور هوميروس بينيلوبي كزوجة مثالية وصبورة ومخلصة. ويجدها كنقيد لزوجة أجاميمنون " كلمنسترا" التي قتلته بعد عودته من طروادة. في "بينلوبيديا"، بينيلوبي تشعر بأنها مضطرة ان تروي قصتها لأنها غير راضيه عن تصوير هوميروس لها ووصفها في الأساطير الأخرى حول نومها مع الخاطبين وولادة بان. انها ترفض دور الزوجة مثالية وتعترف أنها كانت تحاول البقاء على قيد الحياة. الأوديسة تشخص الخادمات كأنهم خونة وتتهم بانسجامهم مع الخاطبين. اما من وجهة نظر الخادمات، فانهم ضحايا أبرياء: استخدمتهم بينيلوبي للتجسس واغتصابوا واُسئ لهم من قبل الخاطبين، ومن ثم قتلوا على يد أوديسيوس وتيليماكوس. تبيين أتوود الحقيقة التي تحتل الموقف ثالث ما بين الأساطير والاراء المتحيزة.

#### النسوية وازدواجية المعايير
أنضم الكتاب الي الفئة«النسوية»  وبشكل أكثر تحديدا أطلق عليه «خمر أتوود النسوي»،  ولكن أتوود ترفض ذلك مؤكده: «لا يمكنني أن أصفه حتى بالنسوية. لان في كل مرة نكتب شيئا من وجهة نظر المرأة، يضمه الناس ال فئة «النسوية»». في بينلوبياد، العلاقة العدائية بين بينيلوب وهيلين مشابهة لعلاقات المرأة في روايات أتوود السابقة: مثل الين وكورديليا في «عين القط» وإيريس ولورا في «السفاح الأعمى» وتتبع شك أتوود في وجود أخوٌة وديه عالمية. تقوم القصة بأعاده التقيم النسوي للأوديسة، مثل تعرف بينيلوبي علي اوديسيوس رغم تنكره وذبح الأوز عن طريق النسر في حلم بينيلوبي والذين كانوا يمثله الخادمات لها وليس الخاطبين واستخدام الخادمات 'محاضرة عن علم الإنسان وسخرت أتوود من نظرية مذهب القمر الأمومي في الأسطورة اليونانية لروبرت غريفز. تمزج المحاضرة سلسلة من الارتباطات، استخلصت في اغتصاب وإعدام الخادمات من قبل رجال يطيحٌ بالمجتمع الأمومي لصالح السلطة الأبوية. تنتهي المحاضرة بعدة سطور من نظرية قرابة العوامل التأسيسية لعالم لأنثروبولوجي كلود ليفي ستروس: الذي ينظر إلينا كرمز. فنحن عبارة عن أموال.
تعرض المعايير المزدوجة بين الجنسين والطبقات دروس علي مدار الرواية. يرتكب أوديسيوس الزنا مع سيرس في حين يتوقع أن تظل بينيلوبي مخلصه له. في حين أتهمت بينيلوبي هيلين لتورطها في قتل الرجال في طروادة واعتبرت علاقات الخادمات مع الخاطبين خيانة وووجب اعدامهم لكنها في نفس الوقت، تبرر تورطها في قتل الخادمات. رغم أن بينيلوب هي من جندت الخادمات للتجسس على الخاطبين، كما أوضحت اتوود، وقامت بتشجيعهم لمواصلة التجسس حتى بعد أن تعرضن للاغتصاب.

### العدالة
قصة بينيلوب هي محاولة لسرد العدالة لكي توضح الصورة الحقيقية المخالفة للمثاليه اوكالأنثى الاصيلة لهيلين في الأوديسة. تلعب بينيلوبي دور الحاكم القضائي، وهو المنصب الذي شغلته في إيثاكا بصفتها رئيسة للدولة وربة الأسرة أثناء غياب أوديسيوس. تحدد الشكل القديم للعدالة والعقاب الذي كان سريع وبسيط نظرا لعدم وجود المحاكم والسجون، والعملات، بحتوئه مفاهيم أكثر حداثة من توزيع متوازن للمنافع الاجتماعية والأعباء. واختيار بينيلوبي لشكل من أشكال العقاب لهيلين هو لتصحيح السجلات التاريخية مع انحيازها من خلال تصويرها لها بانها تافها وسطحية،  تعرف مدي قيمتها من خلال اعداد الرجال الذين يقاتلون من أجلها.
تقدم الخادمات أيضا روايتهم الخاصة عن سرد العدالة عن أوديسيوس وتيليماكوس، الذين أمروا ونفذوا اعدامهم، وعلى بينيلوبي التي كانت متواطئه في قتلهم. حيث لم يكن للخادمات نفس قوة بينيلوب لانهم يعتبروا مهمشين وليست لديهم أي سلطة، ولكن إصرارهم الذي يؤدي في النهاية إلى مزيد من أشكال التقدير الحضاري. تدل شهادتهم التي تتناقض مع مبررات بينيلوبي بادانه هيلين، على عدم بناء الإجراءات القضائي على الحقيقة الكاملة. بالمقارنة مع السجل التاريخي، الذي يهيمن عليه قصص الأوديسية، كانت النتيجة، باعتبارها حالة أكاديمية، هو أن بند العدالة والعقوبات قد اسس من قبل من لديه القدرة والقوة الذي يحدد من سيعاقب، والذي تتفوق أفكاره"، وأن "العدالة تكتتب من خلال الفوارق الاجتماعية وتحرك السلطة الغير عادل".

## التأثيرات
تتبع أتوود في استخدامها للاساطير، النقد الأدبي النموذجي وتحديدا عمل نورثروب فراي وتشريحه للنقد.
وفقا لهذه النظرية الأدبية، اعتبرت الأعمال المعاصرة بانها ليست مستقلة، بل هي جزء من النمط الأساسي الذي يعيد اخترع وتكيف عدد محدود من المفاهيم الخالدة وهياكل المعنى. في بينلوبيديا، إعادة أتوود كتابة الأمثلة السلبية للأنثى وتمثلهم كضحاية والحاق الاذي بهم من خلال استخدام الأفكار المعاصرة للعدالة ومجموعة من الأنواع المتنوعة.
طبعة الأوديسية التي قرائتها أتوود كانت ترجمة «أي. في. ريوا» و«دي. سي. اتش ريوا». وللبحث، قامت اتوود بمراجعت نظرية روبرت غريفز للأساطير اليونانية. كان غريفز متمسكا بنظرية صموئيل بتلر ان الأوديسي تمت كتابتها من قبل امرأة، كما كتبت «الإلهة البيضاء» التي شكلت أساس محاضرة الخادمات في الأنثروبولوجي.
كتبت أتوود مستخدمه مواضيع وشخصيات من الأساطير اليونانية القديمة في السابق. كتبت قصة قصيرة في «تحولات أوفيد» تدعا «نمط حياة قصور الجنة» تعيد حكي أسطورة أبولو مع النبية الخالدة «سبيل» من وجهة نظر «سبيل» إذا عاشت في العصر الحديث. روايتها في عام 1993 «العروس السارقة» التي توازي تقريبا الإلياذة ولكن تدور احداثها في تورونتو. في هذه الرواية كلا من الشخصياتان توني وزينيا يتشاركان في صفات العداء والمنافسة مثل بينيلوب وهيلين في بينلوبياد. في قصيدتها «سيرس: قصائد الطين»، التي نشرت في عام 1976، تلقي ظلالا من الشك على الصورة المشرفة لبينيلوب:
تاريخها، فهم ليس أبدا علي حق
،
لابد ان تتخلص منهم
،
ونشرت أتوود «رقصة هيلين الطروادة المضادة» في مجموعاتها «صباح في المنزل المحروق» عام 1996, وتظهر هيلين في إطار معاصر باعتبارها راقصة مثيرة وتبرر استغلالها بأن الرجال يتلاهفوا عليها:
حاول معي.

هذه هي أغنية الشعلة.

## النشر
تم نشر نسخة مجلدة من بينلوبياد في 21 أكتوبر 2005 كجزء من انطلاق سلسلة أسطورة كنونغت، والتي شملت أيضا تاريخ أسطورة من أعمال كارين أرمسترونغ وحصلت علي عنوان ثالث من كل ناشر (معظمهم اختاروا عنوان اسطورة "الوزن " لجانيت وانتيرسون). وقد ترجمت بينلوبياد إلى 28 لغة ونشرت في وقت واحد في جميع أنحاء العالم من خلال 33 ناشر. متضمنه بما في ذلك سلسلة كتب كنونغت في المملكة المتحدة وكنوبف في كندا وشركة غروف/ المحيط الأطلسي في الولايات المتحدة. كما نشر النص في أستراليا ونيو نيوزيلندا. ونشرت الترجمة الفرنسية في كندا من قبل طبعات دو بوريال وفرنسا في مجموعة فلاماريون . وتم أنطلاق غلاف التجاري في عام 2006. تروى "لورال ميرلانجتون" الكتاب صوتيا لمده ثلاثه ساعات غير مختصره ونشرت واصلق الغلاف الفني من خلال "صوتيات بريليانس". لقي سرد "ميرلانجتون: قبولا على الرغم من عدم ذكر أسماء الممثلات اللواتي يمثلن أدوار الخادمات.

## المتلقي
بلغ الغلاف الفني ذروته على قوائم "الأكثر مبيعا" في السوق الكندي، وحصل علي رقم واحد في جائزة ماكلينز والمركز الثاني في جلوب اند ميل في فئة الخيال. ولم يسجل الكتاب في قائمة أفضل كتاب مبيعا لصحيفة نيويورك تايمز وقد تم إدراجه "اختيار" للمحررين " في السوق الأمريكي. قد تم ترشيح الكتاب لجائزة ميسبوياك فانتزي لأدب الكبار في 2006 وبقي مرشح طويلاً لجائزة إيمباك دبلن الأدبية الدولية عام 2007. ورشحت الترجمة الفرنسية عام 2006 الي الجوائز الأدبية للمحافظ العام كأفضل ترجمة من الإنجليزية الي الفرنسية.
وأشاد بعض النقاد مثل كريستوفر تايلور وديفيد فلوسفيدير، يكتبون لصحيفة الديلي تلغراف، بأن الكتاب ممتع [و] شيق"  وان "أتوود في قمة لمعانها ". وراود "روبرت ويرسيما" الشعور ذاته، مضيفا أن الكتاب يعرض أتوود ككاتبة "شرسة وطموحة وذكية ومفكرة". أطلق المراجع على الكتاب في ناشيونال بوست اسم "رائعة جولة حكم القوة". وانفرد الكتاب على وجه التحديد بأنه جيد الطرافة والإيقاع والهيكلة والقصة. رائت ماري بيرد ان هذا الكتاب "رائع" باستثناء فصل بعنون "محاضرة علم الإنسان" الذي وصفته بأنه "هراء كامل". انتقد  آخرون الكتاب علي كونه "مجرد محاوله فاشلة لكتابة قصة أفضل تقترب إلى حد خطير بكونه محاكاة ساخرة"  ويؤكدون أنه "لم تبلِ بلاء حسنا كرواية نسوية بالعامية". على وجه التحديد، المشاهد مع كورال الخادمات يعتبروا "مجرد اطار لتحديد الأشخاص"  كتبت اليزابيث هاند في صحيفة واشنطن بوست أنها "تري نفس فشل مجموعة مونتي بايثون". وفي جريدة الدراسات الإنجليزية، ووصف أودين ديكرز وال. ار. ليفايز الكتاب بأنه "قطعة من تعمد الانغماس الذاتي"، وأن الكتاب يقرأ فوق روعت كتبات دبليو. اس. جيلبرت، ويقارنها بالقصائد الفكاهية خماسية الأبيات لويندي كوب وتي. اس.إليوت في قصيدته الخماسية "أرض الضياع" 

## المعالجة المسرحية
بعد قراءة درامية ناجحة من إخراج فيلأدا لويد في بيكاديللي بكنيسة سانت جيمس في 26 أكتوبر 2005، أنتهت أتوود بمشروع نصي مسرحي. أعرب المركز الوطني الكندي للفنون وشركة شكسبير الملكية البريطانية اهتمامهم بالنص واتفقا على التعاون في إنتاجه . وكان التمويل مدعوم من تسع نساء كنديات، أطلق عليم اسم «دائر بينيلوبي»، وتبرع كلاً منهم بخمسون الف دولار كندي لمركز الفنون الوطني. وقد تم اختيار فريق عمل نسائي مكون من سبع كنديات وستة ممثلين بريطانين والمخرجة جوزيت بوشل-مينغو ومصممة الرقصات فيرونيكا تينانت. كما اختير ثلاثي للموسيقى فوق خشبة المسرح، ويتألف من إيقاع ولوحة المفاتيح والتشيلو. وتم تجميعهم في ستراتفورد أبون أفون وتدربوا علي الترتيل خلال شهر يونيو ويوليو 2007. عرضت المسرحية التي استغرقت مئة دقيقة علي مسرح «سوان» ما بين 27 يوليو الي 18 من أغسطس وفي المركز الوطني للفنون في أوتاوا في الفترة بين 17 سبتمبر و6 أكتوبر. أحتوي نص أتوود الاتجاهات المسرحية الصغيرة لتسمح لبوشل-مينغو بتطوير الاحداث. وأشاد النقاد في كلا البلدين أداء بيني داوني بتجسيدها شخصية بينيلوب، ولكن انتقدت المسرحية بحتواها علي كثير من سرد القصة عن التمثيل. اسفرت التعديلات التي تمت بين المنتجين إلى عمق المشاعر في الأداء التمثيلي الكندي والذي كان غائبة في إخراج بوشل-مينغو للاثني عشر خادمة. لاحقا، عرضت المسرحية في فانكوفر في مسرح ستانلي للتحالف الصناعي بين 26 أكتوبر الي 20 نوفمبر 2011، وفي تورونتو، أنتجت المسرحية علي مسرح نايت وود ونظمت علي مسرح «الاصدقاء في الأوقات العصيبة» بين 10-29 يناير، 2012. وقد تم إخراج العرض المسرحي علي مسرح نايت وود بواسطة المخرجة كيلي ثورنتون مع الكوريغرافيا مصممة الرقصات الشعبيى مونيكا دووتور وبطولة ميغان فولوز. وحصل العرض في جلوب اند ميل علي قدر 3.5 من 4 نجوم.